# بلاننه
بلاننه (به چکی: Blanné) یک منطقهٔ مسکونی در جمهوری چک است که در ناحیه زنویمو واقع شده‌است. بلاننه ۲٫۴۷ کیلومتر مربع مساحت و ۹۱ نفر جمعیت دارد و ۳۸۲ متر بالاتر از سطح دریا واقع شده‌است.